# Cynoglossus zanzibarensis
Cynoglossus zanzibarensis is een straalvinnige vissensoort uit de familie van hondstongen (Cynoglossidae). De wetenschappelijke naam van de soort is voor het eerst geldig gepubliceerd in 1939 door Norman.